# Aldis Berzins
Aldis Berzins   (Wilmington, 3 d'octubre de 1956) és un jugador de voleibol estatunidenc, ja retirat, que va competir durant les dècades de 1970 i 1980.
Estudià a la Universitat Estatal d'Ohio, on va destacar a l'equip dels Buckeyes. Amb la selecció nacional disputà diverses edicions del Campionat del Món de voleibol i dels Jocs Panamericans, però el seu major èxit esportiu l'aconseguí el 1984, als Jocs Olímpics d'Estiu de Los Angeles, on guanyà la medalla d'or en la competició de voleibol.
En el seu palmarès també destaca una medalla d'or a la Copa del Món de voleibol de 1985. A partir de 1985 jugà a Itàlia i posteriorment exercí d'entrenador, entre d'altres de l'equip nacional femení dels Estats Units.